# Léon Rotthier
Ne doit pas être confondu avec Léon Rothier.
Léon Rotthier (né à Etterbeek le 12 février 1868 et mort à Lasne le 16 décembre 1957, est un peintre et un pastelliste belge. Sa palette couvre le champ pictural de la peinture d'histoire, des allégories, des portraits et des paysages.

## Biographie

### Famille et formation
François Pascal Léon Rotthier, né à Etterbeek le 12 février 1868, est le fils de Zacharie François Rotthier, employé, et de Marie Rosalie Weijmiens.
Léon Rotthier étudie à l'Académie royale des beaux-arts de Bruxelles sous la direction du peintre Jean-François Portaels, puis à l'Académie royale des beaux-arts d'Anvers, sous le professorat du sculpteur Thomas Vinçotte.

### Carrière

#### Débuts conventionnels
En 1890, Léon Rotthier participe et obtient le second prix, au concours Godecharle en proposant son Éducation du Christ, une œuvre jugée esthétique et délicate d'expression, exposée ensuite au salon de Bruxelles,. Léon Rotthier remporte, en 1892, grâce à son œuvre Les dernières victimes du déluge, une mention honorable au Prix de Rome belge,. En revanche, en avril 1894, si Léon Rotthier se présente au concours préparatoire de sculpture du Prix de Rome de Bruxelles en sculpture organisé en en 1894, il n'est pas admis parmi les six concurrents retenus sur les vingt-six inscrits.
Ses premières œuvres, essentiellement des sujets d'histoire et des portraits, semblent destiner Léon Rotthier vers une carrière académique. Ses tableaux sont souvent remarqués lors des expositions triennales du Salon de Bruxelles et du Salon de Gand, de même qu'au cercle Voorwaarts, ainsi qu'à l'Exposition universelle d'Anvers en 1894, où il expose deux pastels, lui valent quelques commandes officielles dans les années suivantes, comme, en 1900, l'allégorie L'Éternelle justice destinée à orner l'une des salles du tribunal d'Hasselt. En février 1898, Léon Rotthier a l'honneur, partagé avec Ketty Gilsoul, de bénéficier d'une exposition exclusive de ses œuvres au Cercle artistique et littéraire de Bruxelles. Si son grand tableau d'histoire Les Fusillés de Malines effarouche quelque peu la critique offusquée par la visions de corps nus et ensanglantés couchés dans la poussière, l'individualité de Rotthier est favorablement accueillie lorsqu'elle s'exprime dans ses portraits, surtout dans un pastel élégant où se détache la figure mélancolique d'une jeune fille devant une tapisserie verte. Cette exposition reçoit une longue visite de la comtesse de Flandre et de sa fille la duchesse de Vendôme.

#### Évolution
Cependant, au début du XXe siècle Léon Rotthier délaisse progressivement ses sujets de prédilection initiaux au profit de représentations de femmes élégantes influencées par Alfred Stevens.
En 1899, Rotthier est l'un des fondateurs de la Société Nationale des Aquarellistes et Pastellistes de Belgique présidée par Benoni Lagye, auquel il succède en 1904. À la belle saison, il se consacre au paysage en plein air. En revanche, les toiles réalisées dans son atelier présentent des caractéristiques symbolistes en offrant des visions idéalisées de l'antiquité : nymphes, baigneuses, faunes ou satyres.

Léon Rotthier, expose régulièrement aux Salons des aquarellistes et des pastellistes ; le critique Sander Pierron écrit à son sujet en 1907 : 

« Rotthier continue à traiter la mondaine avec ce large et somptueux réalisme, où il s'est depuis peu d'années engagé. Sa Reine de Comédie est une production puissante, riche de couleur solide, d'une atmosphère justement saisie, néanmoins cela est insuffisamment construit, car sous la robe jaune, on ne devine pas le corps plastique du modèle avenant. Le défaut du pastel appelé Au théâtre est que les deux spectatrices attentives manquent de cette vie intérieure que Rotthier a inscrite dans les traits de son héroïne précédente. Ici, le coup de l'outil est trop sec, trop brutal, nullement caressant ; il en résulte une sècheresse extrême dans les visages poudrés qui paraissent de bois. Mieux modelée, plus pétillante est la physionomie de la délicieuse femme sur fond noir, non renseignée au catalogue. »

À partir de 1924, Léon Rotthier partage son temps entre la Belgique et le Midi de la France. Ses couleurs se réchauffent au contact de la lumière méditerranéenne. Il poursuit sa carrière jusque dans les années 1950, demeurant en marge de tous les courants Avant-gardiste.

### Dernières années
Léon Rotthier meurt, à l'âge de 89 ans à Lasne le 16 décembre 1957.

## Œuvres

### Expositions
- Éducation du Christ, salon de Bruxelles de 1890 ;
- Temple protestant en Zélande, exposition du Voorwaarts de 1892 ;
- Les Fusillés de Malines, exposition du cercle artistique et littéraire de 1898 ;
- Reine de comédie, salon des aquarellistes et des pastellistes de 1907.

### Enchères
Entre 2012 et 2024, plusieurs œuvres de Léon Rotthier sont vendues aux enchères :
- Jeune femme à l'éventail ;
- Après la pluie, femme sur une terrasse ;
- Naïade ;
- Au théâtre ;
- Le faune captif.

## Honneurs
Léon Rotthier est :
- Officier de l'ordre de Léopold ;
- Officier de l'ordre de la Couronne ;
- Officier de l'ordre des Palmes académiques (France).